# Nikolaï Ogarev
Nikolaï Platonovitch Ogarev ou Ogariov (en russe : Никола́й Плато́нович Огарёв), né le 24 novembre 1813 (6 décembre dans le calendrier grégorien) à Saint-Pétersbourg, mort le 31 mai 1877 (12 juin dans le calendrier grégorien) à Greenwich, est un poète socialiste russe, journaliste, activiste politique, et philosophe matérialiste, ami des Herzen et collaborateur du Kolokol (La Cloche).

## Biographie
Au cours de ses études à l'université de Moscou, Ogarev organise, notamment avec Alexandre Herzen et Michel Bakounine, un groupe d'étudiants révolutionnaires. C'est à l'université qu'il rencontre Vladimir Pétchérine, avec lequel il reste en contact épistolaire tout au long de sa vie. Avec d'autres membres de son groupe, il est arrêté en juillet 1834, officiellement pour avoir chanté des chansons diffamatoires, et passe neuf mois en déportation dans le Gouvernement de Penza (actuelle Mordovie). Il s'enfuit en 1840, rallie Berlin où il termine ses études. Il rentre en Russie 6 ans plus tard. 
Arrêté de nouveau en 1850, puis relaxé peu après, il décide, âgé de 43 ans, d'émigrer en Grande Bretagne. C'est ainsi qu'à partir de 1856, il devient un émigré politique. Il réside désormais principalement à Londres et Genève. Il publie à Londres quelques vers dont les Russes, grands amateurs de lectures défendues, se montrent friands et qui, aux yeux de quelques critiques exaltés, le rendent supérieur à Nikolaï Nekrassov.
Avec Alexandre Herzen, il publie à Londres le Kolokol, qui est l'un des journaux révolutionnaires russes les plus influents. À Genève, il fait partie des proches de Bakounine et des idées décabristes. Il fut l'un des rares contacts amicaux de Fiodor Dostoïevski durant son séjour à Genève en 1867-1868.
Dans ses meilleurs morceaux : « L'humour », « Nocturne », « Le Monologue », « Journée d'hiver », il montre un bizarre mélange de pessimisme byronien et d'optimisme également peu motivés.